# Пистоја (округ)
Округ Пистоја (итал. Provincia di Pistoia) је округ у оквиру покрајине Тоскана у средишњој Италији. Седиште округа и највеће градско насеље је истоимени град Пистоја.
Површина округа је 965 км², а број становника 288.608 (2008. године).

## Природне одлике
Округ Пистоја се налази у средишњем делу државе и на северу Тоскане. Јужна половина округа је у равничарска, у долини реке Арно. Северна половина је планинског карактера са планинама северних Апенина.

## Становништво
По последњим проценама из 2008. године у округу Пистоја живи близу 290.000 становника. Густина насељености је велика, око 300 ст/км², што је знатно више од државног и покрајинског просека. Међутим, Густина насељености је велика само у јужним равничарским деловима округа.
Поред претежног италијанског становништва у округу живе и одређени број досељеника из свих делова света.

## Општине и насеља
У округу Пиза постоји 22 општине (итал. Comuni).
Најважније градско насеље и седиште округа је град Пистоја (89.000 ст.) у средишњем делу округа, а други по значају и величини је град Кварата (24.000 ст.) у јужном делу округа. У оквиру овог округа се налази и позната италијанска бања Монтекатини Терме.